# Documenta 14

logo documenta 14

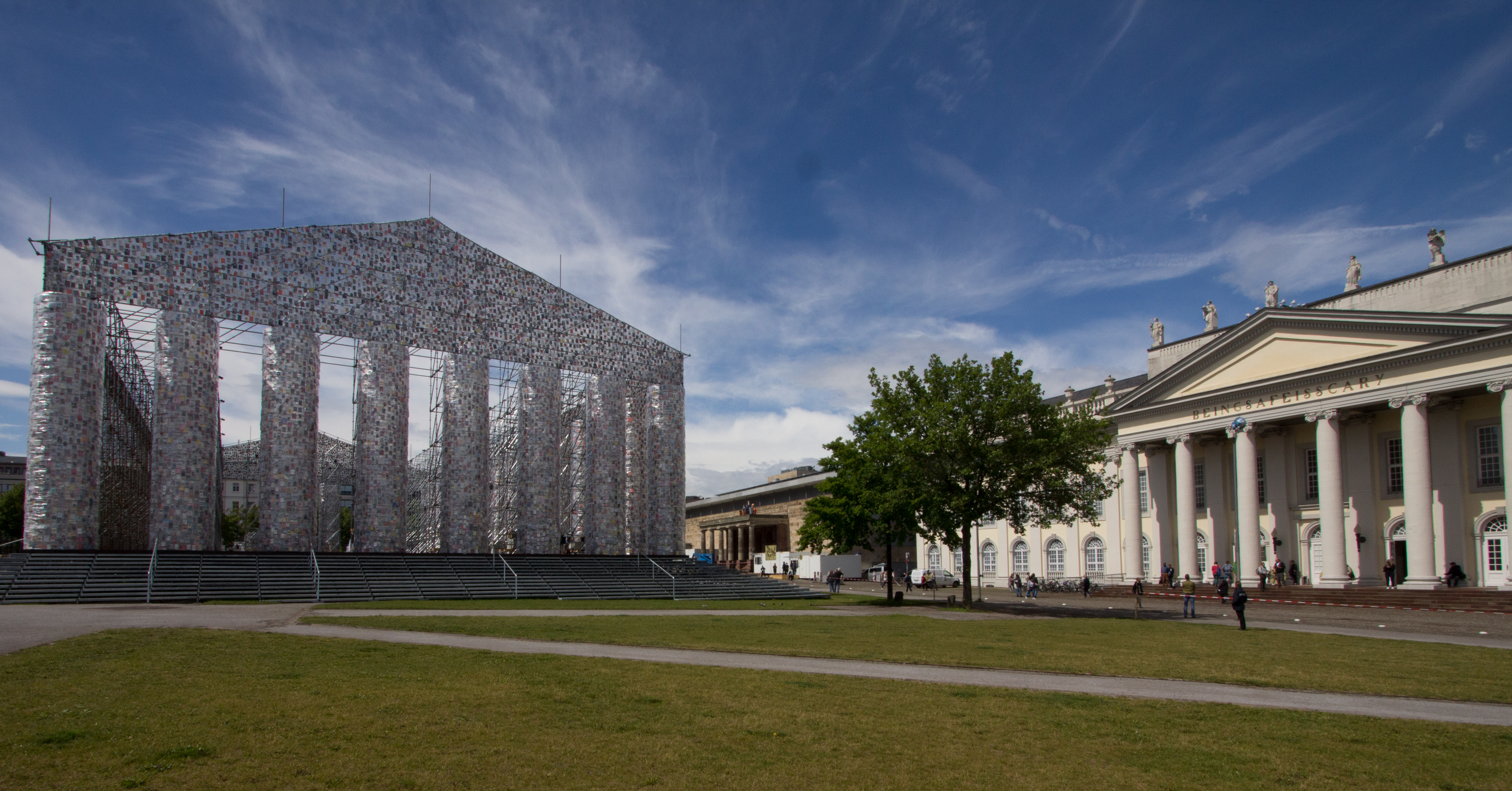
The Parthenon of Books

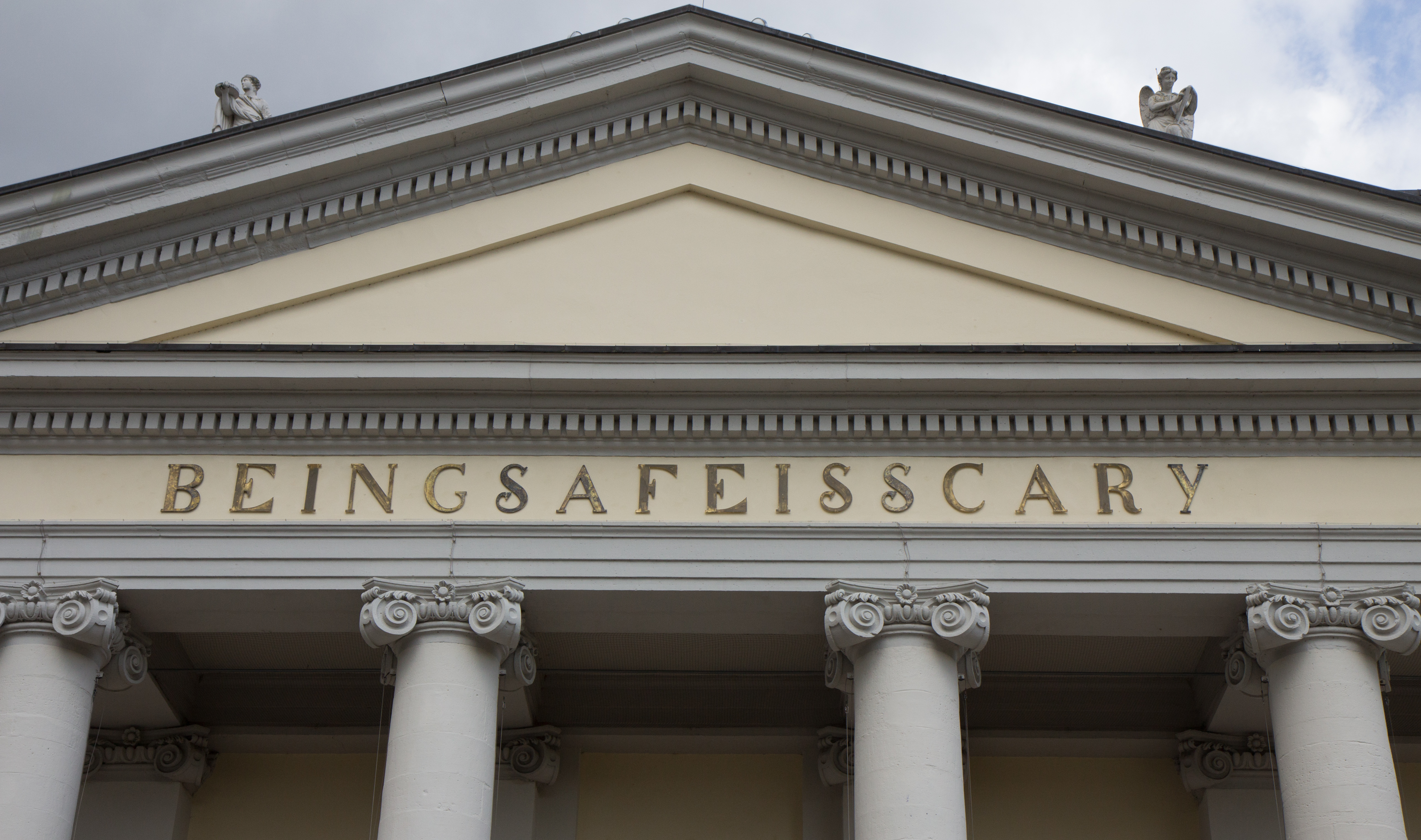
Fridericianum

La documenta 14 (con d minúscula) es la decimocuarta edición de las exposiciones de arte contemporáneo documenta que tiene lugar por primera vez en 2017 en dos sedes de forma simultánea Kassel, Alemania su sede tradicional, y Atenas, Grecia. Se inaugura primero en Atenas del 8 de abril hasta el 16 de julio, y en la ciudad alemana de Kassel desde el 10 de junio hasta el 17 de septiembre del 2017. Como parte del concepto del director artístico Adam Szymczyk la exposición se llevará a cabo en ambos países y los artistas trabajaran en ambos lugares. 

## Artistas participantes

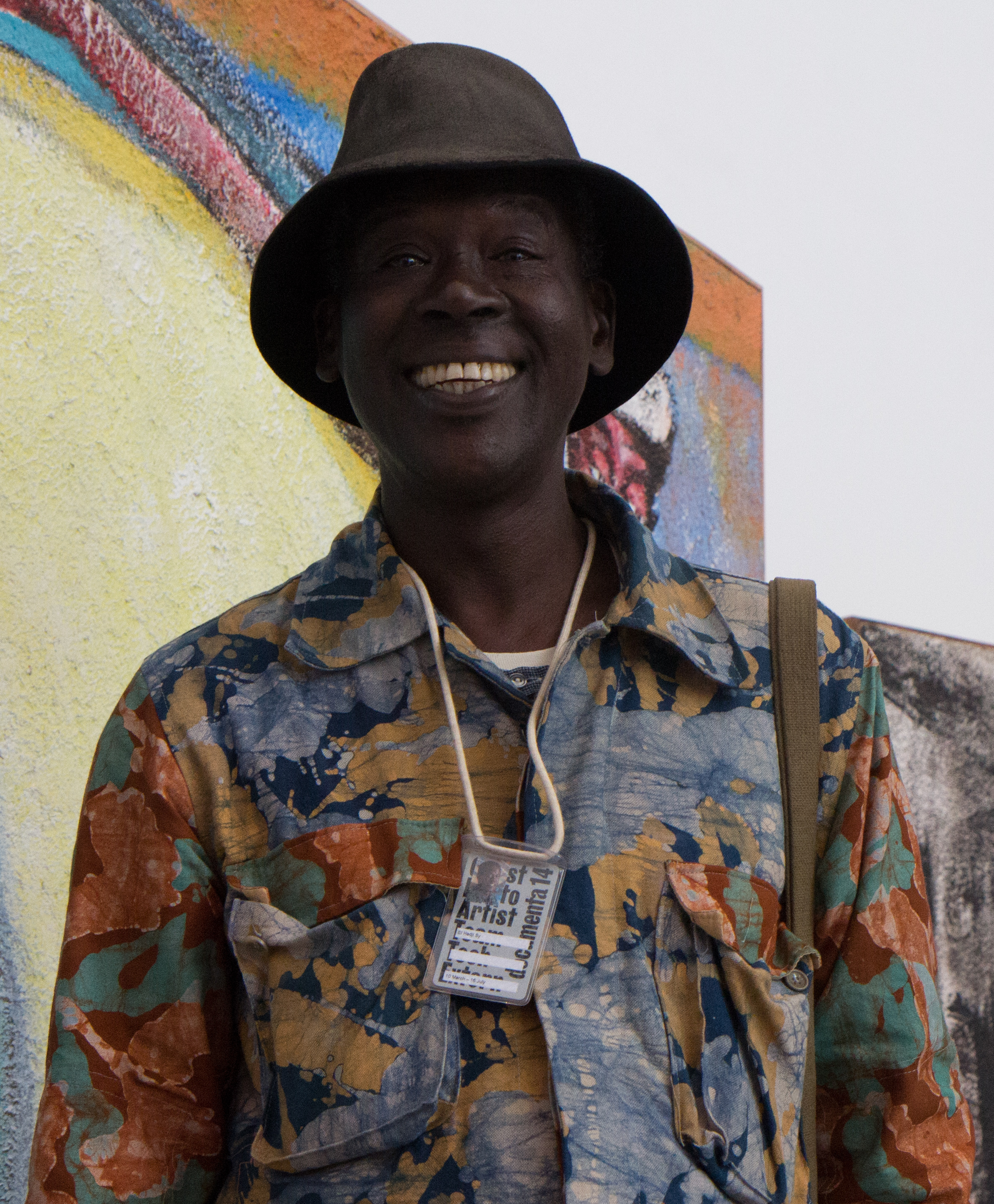
El Hadji Sy

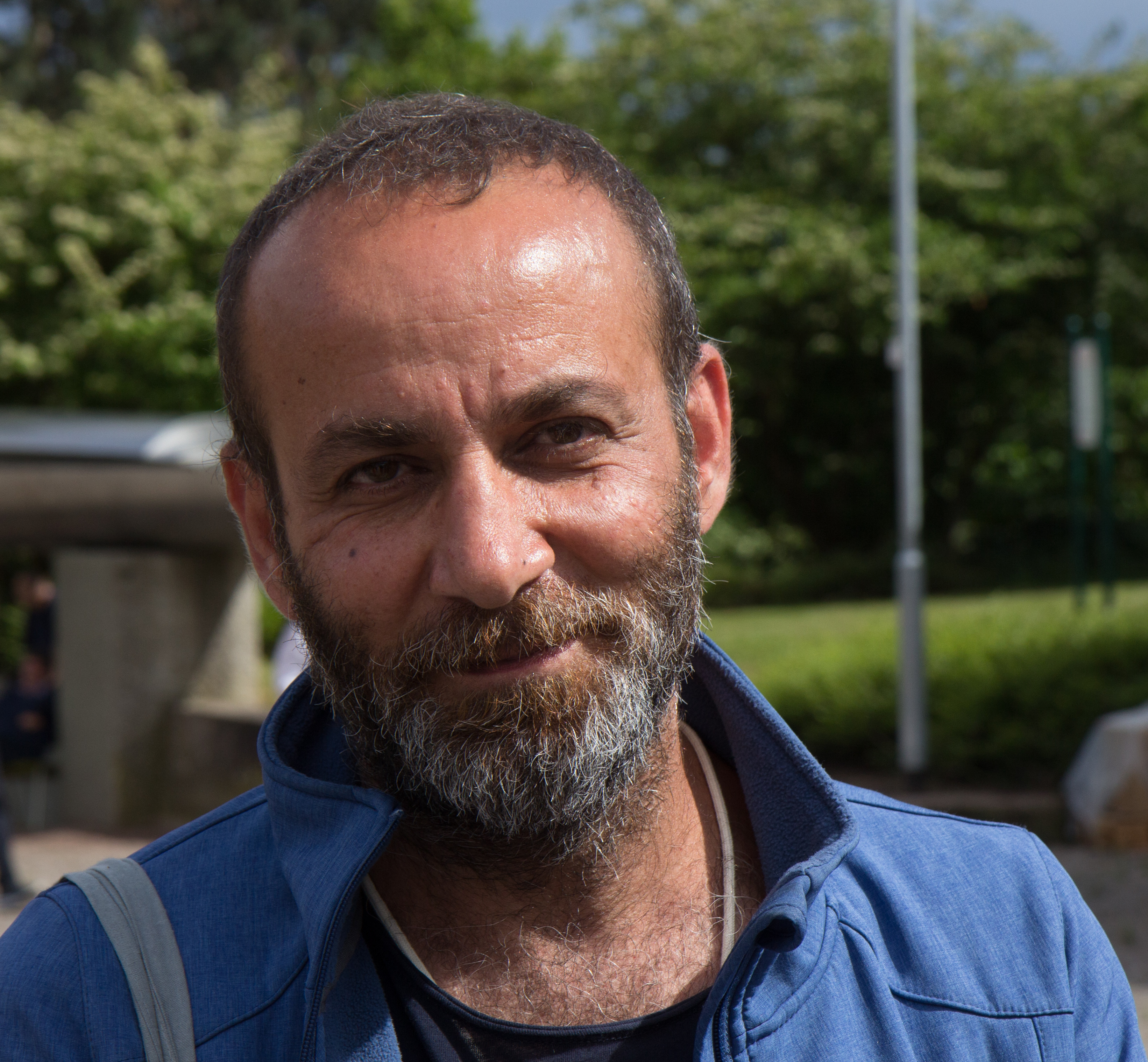
Hiwa K

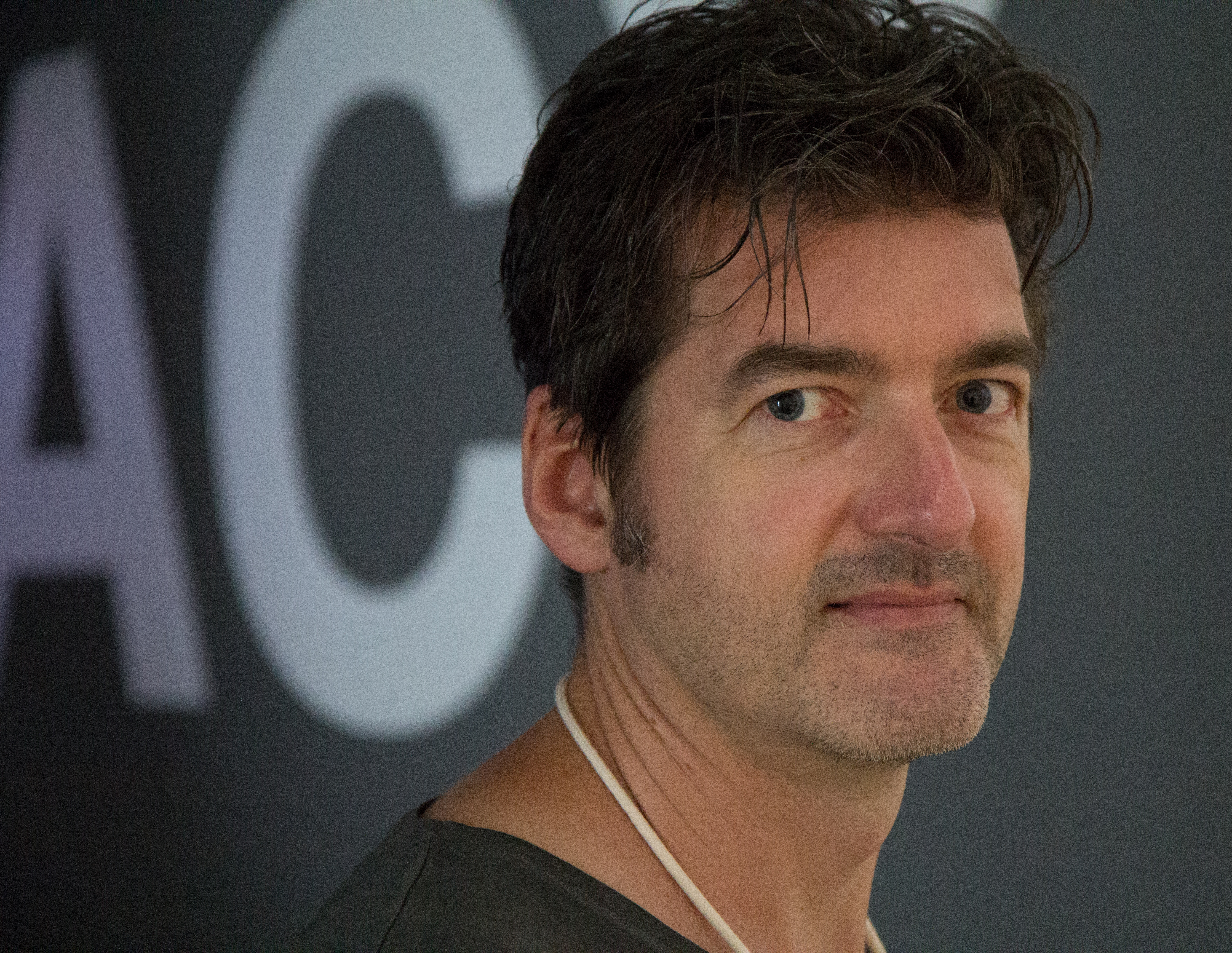
Oliver Ressler

- A Abounaddara, Akinbode Akinbiyi, Nevin Aladağ, Daniel García Andújar, Danai Anesiadou, Andreas Angelidakis, Aristide Antonas, Rasheed Araeen, Michel Auder
- B Alexandra Bachzetsis, Nairy Baghramian, Sammy Baloji, Arben Basha, Rebecca Belmore, Sokol Beqiri, Roger Bernat, Bili Bidjocka, Llambi Blido, Ross Birrell, Nomin Bold, Pavel Brăila, Geta Brătescu
- C Miriam Cahn, María Magdalena Campos Pons and Neil Leonard, Vija Celmins, Banu Cennetoğlu, Panos Charalambous, Nikhil Chopra, Ciudad Abierta, Marie Cool Fabio Balducci
- D Anna Daučíková, Moyra Davey, Agnes Denes, Yael Davids, Manthia Diawara
- E Maria Eichhorn, Hans Eijkelboom, Niño de Elche, Bonita Ely, Theo Eshetu
- F Aboubakar Fofana, Peter Friedl
- G Guillermo Galindo, Regina José Galindo, Israel Galván, Pélagie Gbaguidi, Apostolos Georgiou, Yervant Gianikian and Angela Ricci Lucchi, Gauri Gill, Marina Gioti, Beatriz González, Douglas Gordon
- H Hans Haacke, Hiwa K, Constantinos Hadzinikolaou, Irena Haiduk, Ganesh Haloi, Anna Halprin, Dale Harding, David Harding, Maria Hassabi, Edi Hila, Susan Hiller, Olaf Holzapfel, Gordon Hookey
- I iQhiya Collective, Sanja Iveković
- K Amar Kanwar, Romuald Karmakar, Andreas Ragnar Kassapis, Anton Kats, Bouchra Khalili, Daniel Knorr
- L Katalin Ladik, David Lamelas, Rick Lowe, Alvin Lucier
- M Ibrahim Mahama, Narimane Mari, Mata Aho Collective, Mattin with Dafni Krazoudi, Danai Liodaki, Ioannis Sarris and Eleni Zervou, Jonas Mekas, Angela Melitopoulos, Phia Ménard, Lala Meredith-Vula, Gernot Minke, Marta Minujín, Naeem Mohaiemen
- N Joar Nango, Mari Narimane, Otobong Nkanga, Kettly Noël, Hasan Nallbani, Rosalind Nashashibi and Nashashibi/Skaer, Negros Tou Moria (Kevin Zans Ansong)
- O Emeka Ogboh, Olu Oguibe, Rainer Oldendorf, Pauline Oliveros, Joaquín Orellana Mejía
- P Christos Papoulias, Véréna Paravel and Lucien Castaing-Taylor, Dan Peterman, Angelo Plessas, Nathan Pohio, William Pope.L, Postcommodity, Prinz Gholam
- Q R. H. Quaytman
- R Oliver Ressler, Pedro G. Romero, Ben Russell, Abel Rodríguez, Tracey Rose, Roee Rosen, Lala Rukh, Arin Rungjang
- S Georgia Sagri, Khvay Samnang, Máret Ánne Sara, Mounira Al Solh, Vivian Suter, Ashley Hans Scheirl, David Schutter, Algirdas Šeškus, Nilima Sheikh, Ahlam Shibli, Zef Shoshi, Annie Sprinkle and Beth Stephens, Eva Stefani, K. G. Subramanyan, El Hadji Sy, Sámi Artist Group (Britta Marakatt-Labba, Keviselie/Hans Ragnar Mathisen, Synnøve Persen)
- T Ariuntugs Tserenpil, Terre Thaemlitz
- U Piotr Uklański
- V Cecilia Vicuña, Annie Vigier & Franck Apertet (les gens d’Uterpan), Antonio Vega Macotela
- W Wang Bing, Lois Weinberger, Elisabeth Wild, Stanley Whitney, Ruth Wolf-Rehfeldt, Ulrich Wüst
- X Zafos Xagoraris
- Z Sergio Zevallos, Mary Zygouri, Artur Żmijewski[2]

## Artistas fallecidas o grupos disueltos cuyas obras fueron incluidas
- A Stephen Antonakos (1926–2013), Arseny Avraamov (1886–1944)
- B Étienne Baudet (ca. 1638–1711), Franz Boas (1858–1942), Lorenza Böttner (1959–1994), Lucius Burckhardt (1925–2003) & Annemarie Burckhardt (1930–2012), Abdurrahim Buza (1905–1986)
- C Vlassis Caniaris (1928–2011), Sotir Capo (1934–2012), Cornelius Cardew (1936–1981), Ulises Carrión (1941–1989), Agim Çavdarbasha (1944–1999), Jani Christou (1926–1970), Chryssa (1933–2013), Andre du Colombier (1952–2003)
- D Bia Davou (1932–1996), Ioannis Despotopoulos (1903–1992), Beau Dick (1955–2017), Thomas Dick (1877–1927)
- E Maria Ender (1897–1942)
- F Forough Farrokhzad (1935–1967)
- G Tomislav Gotovac (1937–2010)
- H Nikos Hadjikyriakos-Ghikas (1906–1994), Oskar Hansen (1922–2005), Sedje Hemon (1923–2011)
- K Tshibumba Kanda Matulu (1947–1981 disappeared), Kel Kodheli (1918–2006), Spiro Kristo (1936–2011), KSYME-CMRC (founded 1979)
- L Maria Lai (1919–2013), George Lappas (1950–2016)
- M Ernest Mancoba (1904–2002), Oscar Masotta (1930–1979), Pandi Mele (1939–2015), Benode Behari Mukherjee (1904–1980)
- N Krzysztof Niemczyk (1938–1994)
- P Benjamin Patterson (1934–2016), Ivan Peries (1921–1988), David Perlov (1930–2003), André Pierre (1915–2005), Dimitris Pikionis (1887–1968),
- R Anne Charlotte Robertson (1949–2012), Erna Rosenstein (1913–2004)
- S Scratch Orchestra (1969–1974), Allan Sekula (1951–2013), Foto Stamo (1916–1989), Gani Strazimiri (1915–1993), Władysław Strzemiński (1893–1952), Alina Szapocznikow (1926–1973)
- T Yannis Tsarouchis (1910–1989)
- W Lionel Wendt (1900–1944), Basil Wright (1907–1987), Andrzej Wróblewski (1927–1957)
- X Iannis Xenakis (1922–2001)
- Z Androniqi Zengo Antoniu (1913–2000), Pierre Zucca (1943–1995)[3]